# 瀬谷渉
瀬谷 渉（せたに わたる）は、日本の建築家。元東京都職員。

## 代表作品
- やすんば自然園（2012年）
- 東京都多摩動物公園昆虫生態園（浅石優・白江竜三らと。1989年日本建築学会作品賞）
- 上野恩賜動物園バードハウス・北極熊舎改築（1984年）